# Артем Симонян
Артем Симонян (вірм. Արտյոմ Սիմոնյան, 27 грудня 1975, Єреван, Вірменська РСР) — вірменський професійний боксер, срібний призер чемпіонату Європи.

## Спортивна кар'єра
- На чемпіонаті світу 1997 в категорії до 60 кг Артем Симонян програв в другому бою.
- На чемпіонаті Європи 1998 в категорії до 57 кг переміг трьох суперників, а у фіналі програв Рамазану Паліані (Туреччина) — 1-7 і отримав срібну медаль.
- На Кубку світу 1998 завоював бронзову медаль, програвши у півфіналі Сомлук Камсінг (Таїланд) — 4-15.
- На чемпіонаті світу 1999 переміг двох суперників, а у чвертьфіналі програв Овідіу Бобірнат (Румунія) — 6-14.
- На чемпіонаті Європи 2000 програв в першому бою і вирішив перейти до професійного боксу.

Протягом 2000—2004 років провів у США 15 боїв, з яких переміг у 14 і 1 звів внічию. 28 грудня 2004 року вийшов на бій проти мексиканця Ізраеля Васкеса за титул чемпіона світу за версією IBF в другій легшій вазі і зазнав поразки нокаутом в п'ятому раунді. Після цього провів ще чотири поєдинка, в яких здобув лише одну перемогу, і завершив виступи.
2014 та 2016 року Артем Симонян провів в Росії два поєдинка за правилами ММА, в яких зазнав поразки.